# Шимановский, Владимир Иванович
Влади́мир Ива́нович Шимано́вский (род. 5 июня 1879, Благовещенск, Российская империя — 20 ноября 1918, РСФСР, там же) — российский революционер, социал-демократ, инженер путей сообщения, участник борьбы за власть Советов на Дальнем Востоке, председатель Центрального комитета Амурской железной дороги. Сыграл важную роль в мобилизации отрядов железнодорожников — красногвардейцев на подавление Гамовского мятежа.

## Биография
Дед, Никифор Фёдорович Шимановский (1822—1892), был священником Бобруйского уезда Могилёвской губернии. 
Его сын, Иван Никифорович Шимановский (1849—1914, Санкт-Петербург), закончил медико-хирургическую академию в Санкт-Петербурге, переселился на Дальний Восток, был военным врачом в Благовещенске. Его жена — Елизавета Петровна, урожд. Всеволодова, дочь офицера. В семье было шестеро детей.
Владимир, окончив гимназию в 1900 году, поступил в Томский технологический институт. В Томске вступил в РСДРП, участвовал в студенческих волнениях 1903 года. Принимал активное участие в первой русской революции.
После перерыва продолжил учёбу в Петербургском технологическом институте, который окончил в 1909 году.
Вернувшись в Благовещенск, работал преподавателем геометрии и электротехники в Речном училище, несколько лет являлся председателем Амурского общества изучения Сибири, составил проект сооружения городского водопровода. Благодаря вмешательству Шимановского, удалось добиться финансирования Благовещенского городского краеведческого музея, перевода его фондов в новое здание. Затем работал в управлении строительства Амурской железной дороги.
С 9 августа 1916 года — начальник главных мастерских Амурской железной дороги в Зилово. В 1917 году Шимановский возглавил Гондаттиевский Совет рабочих депутатов. В феврале 1918 года амурские железнодорожники избрали его председателем Центрального комитета Амурской железной дороги, который фактически был главным административным органом власти на Амурской железной дороге.
Шимановский сыграл важную роль в мобилизации отрядов железнодорожников — красногвардейцев на подавление Гамовского мятежа. Много сделал для налаживания нормальной работы Амурской железной дороги, для перевозки военных грузов из Владивостока в центр страны.
В сентябре 1918 года по приказу главы Амурского белогвардейского правительства А. Н. Алексеевского Шимановский был арестован, 
20 ноября 1918 года передан военно-полевому суду и расстрелян в Благовещенске. В своём последнем письме он сформулировал лозунг «Россия будет свободной».

## Семья
Братья и сестры: Николай Иванович Шимановский (1884–1941);  Виктор Иванович Шимановский (1886–1953), фельдшер;  Софья Ивановна Сезеневская (1883–1941), учительница; Людмила Ивановна Краевская (1897—после 1960), медсестра,  жила в Ленинграде), во время Великой Отечественной войны работала в одном из госпиталей блокадного города, награждена медалью «За оборону Ленинграда».
Дядя (брат отца) — Александр Никифорович Шимановский, фольклорист, этнограф, автор книги о пребывании А.С.Пушкина в Кишиневе.
Жена (с 1906) — Мария Ефремовна Манаева (1883—1965), дочь владивостокского купца Ефрема Силыча Манаева. Автор воспоминаний. Детей в браке не было. 
После ареста В.И.Шимановского его жена также была арестована (во время встречи с главой Амурского правительства А.Н.Алексеевским, к которому ходила просить за мужа).  После расстрела мужа оставалась в заключении, освобождена на поруки в середине февраля 1919 года по ходатайству брата и гондаттьевских железнодорожников. Вела нелегальную работу в большевистском подполье Приморья. После Гражданской войны работала в госпитале, заведовала библиотекой, преподавала историю. Вела работу в парторганизациях
Мария Ефремовна и ее братья и сестры активно участвовали в революционном движении. Ее сестра Клавдия — первая жена Льва Карахана. Братья — Иван и Федор были репрессированы в 1930-е годы. 

## Память
- Был похоронен в братской могиле у Народного дома (в настоящее время — территория стадиона «Спартак»), в числе 118-ти борцов за власть советов в Амурской области[11].
- В 1920 г. станция Гондатти была переименована в Шимановскую, а в 1929 г. в рабочий поселок Шимановск. С 1950 года он преобразован в город Шимановск[12].
- Его скульптурный бюст установлен на перроне железнодорожной станции Шимановская.
- В городе Благовещенске в его честь названа улица Шимановского, в начале которой (на пересечении с улицей Ленина) находится Благовещенский государственный педагогический университет.
- В посёлке Серышево Амурской области также есть улица Шимановского.
- В городе Хабаровске в его честь названа улица – улица Шимановская.
- Улица Шимановская есть в Тынде и в Свободном (оба города в Амурской области).